# Ліквідація автономії Гетьманщини
Ліквідація автономії Гетьманщини — адміністративна реформа уряду Російської імперії, проведена у 1764—1765 рр. та націлена на ліквідацію автономії Гетьманщини.
Протягом XVIII століття Гетьманщина поступово втратила політичну і економічну автономію. 1764 року наказом імператриці Катерини ІІ інститут гетьмана було скасовано, а ще через рік Гетьманщину реформовано в Малоросійську губернію. Тим не менш залишки автономії продовжили існувати до скасування полкового устрою і введення кріпосного права в 1783.

## Передумови
- 1715 — ліквідація виборності посад.
- 1722 — Малоросійська колегія (перша)
- 1723 — Арешт Полуботка
- 1728 — Рішительні пункти (Апостол)
- 1734 — Правління гетьманського уряду (Шаховський)
- 1750 — відновлення гетьманства (Розумовський)
- 1754 — ліквідація українсько-російського митного кордону
- 1764 — ліквідація гетьманства, друга Малоросійська колегія

У 1734—1750 рр. в Гетьманщині діяло Правління гетьманського уряду. Справи Гетьманщини були передані до Сенату. Подальший наступ на автономні права Гетьманщини продовжувався. У 1734 р. були конфісковано давні документи Києва, заохочувалися шлюби між українцями та росіянами. У 1744 р. кодифікаційна комісія прийняла кодекс законів «Права за якими судиться малоросійський народ», який готувався з 1728 р. У 1735—1739 р. під час російсько-турецької війни українські землі були знекровлені, зазнали великих людських та матеріальних втрат.
За гетьманування К. Розумовського зміцнилися позиції старшини, яка поступово перетворюється на шляхетський стан. Роль старшини зростає. Це була доба її політичного панування в Гетьманщині. Часто проводилися старшинські з'їзди. К. Розумовський часто бував в Петербурзі, тому його заміняла генеральна старшина.
У 1763 р. в Глухові старшинська рада розробила петицію про повернення колишніх вольностей і створення в Гетьманщині шляхетського парламенту. К. Розумовський звернувся до Катерини ІІ з пропозицією зробити посаду гетьмана спадковою в його роді. Але 10 листопада 1764 р. гетьманство в Україні було скасоване.

## Ліквідація
«В 1764 році цариця наказала Розумовському зректися гетьманства, й він це виконав. Влада від гетьмана перейшла знову в руки Малоросійської Колегії із генерал–губернатором Рум'янцевим на чолі. На заходи козацької старшини вибрати нового гетьмана цариця відповіла інструкцією, „щоб навіть сама назва гетьмана зникла, а не то, щоб якусь особу вибирати на таке становище“.»
Управління Гетьманщиною перейшло до ІІ Малоросійської колегії, яку очолив генерал-губернатор Петро Рум'янцев, який від Колегії був незалежний, підпорядкований Сенату та імператриці.
Управління Гетьманщиною здійснювала канцелярія Малоросійського генерал-губернатора, яка керувала Малоросійською колегією, полковими та сотенними канцеляріями та судами всіх типів та рівнів. Головним завданням була остаточна ліквідація автономії Гетьманщини, але поступово і обережно.
У «Секретній настанові» князеві Вяземському при призначенні його на посаду генерал-прокурора Сенату Катерина ІІ вказувала: «Мала Росія, Ліфляндія та Фінляндія — це провінції, що правляться дарованими їм привілеями, порушити ці привілеї відразу було б незручно, але не можна вважати ці провінції за чужі і поводитись з ними як з чужими землями — це був би явний нерозум. Ці провінції, так само як Смоленщину, треба легкими засобами привести до того, щоб вони обрусіли і перестали дивитися, як вовки до лісу».

Малая Россия, Лифляндия и Финляндия суть провинции, которые правятся конфирмованными им привилегиями, и нарушить оные отрешением всех вдруг весьма непристойно б было; однако ж, и называть их чужестранными и обходиться с ними на таковом же основании есть больше, нежели ошибка, а можно назвать с достоверностью глупостью. Сии провинции, также и Смоленскую, надлежит легчайшими способами привести к тому, чтоб они обрусели и перестали бы глядеть как волки к лесу. К тому приступ весьма легкий, если разумные люди избраны будут начальниками в тех провинциях; когда же в Малороссии гетмана не будет, то должно стараться, чтоб [во]век и имя гетманов исчезло, не токмо б персона какая была произведена в оное достоинство. 
 Секретнейшее наставление князю Александру Вяземскому 
 Сборник Императорского Русского исторического общества. Т. 7. СПб., 1871. — С. 348

## Подальші події
У 1781 р. було скасовано полковий адміністративний устрій Гетьманщини та було утворено намісництва.
«В 1781 р. Гетьманщину поділено на три намісництва (губернії): Київське, Чернігівське і Новгород-Сіверське, що разом творили Малоросійське генерал-губернаторство».
У 1783 р. було скасоване козацьке військо, замість якого створювалися десять карабінерних, кавалерійських полків. Тим самим автономію Гетьманщини по суті було ліквідовано, а 3 травня 1783 р. запроваджувалося кріпосне право в Гетьманщині та Слобожанщині.